# Tadeusz Boy-Żeleński

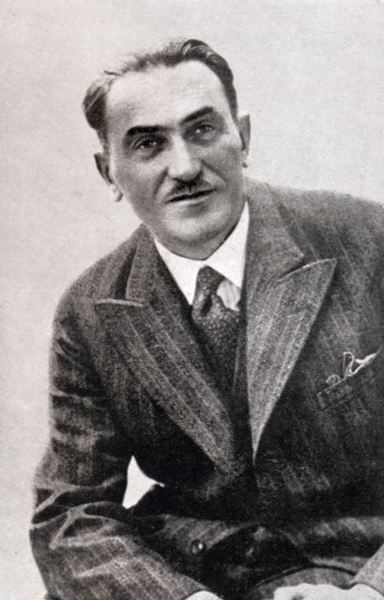
Tadeusz Boy-Żeleński

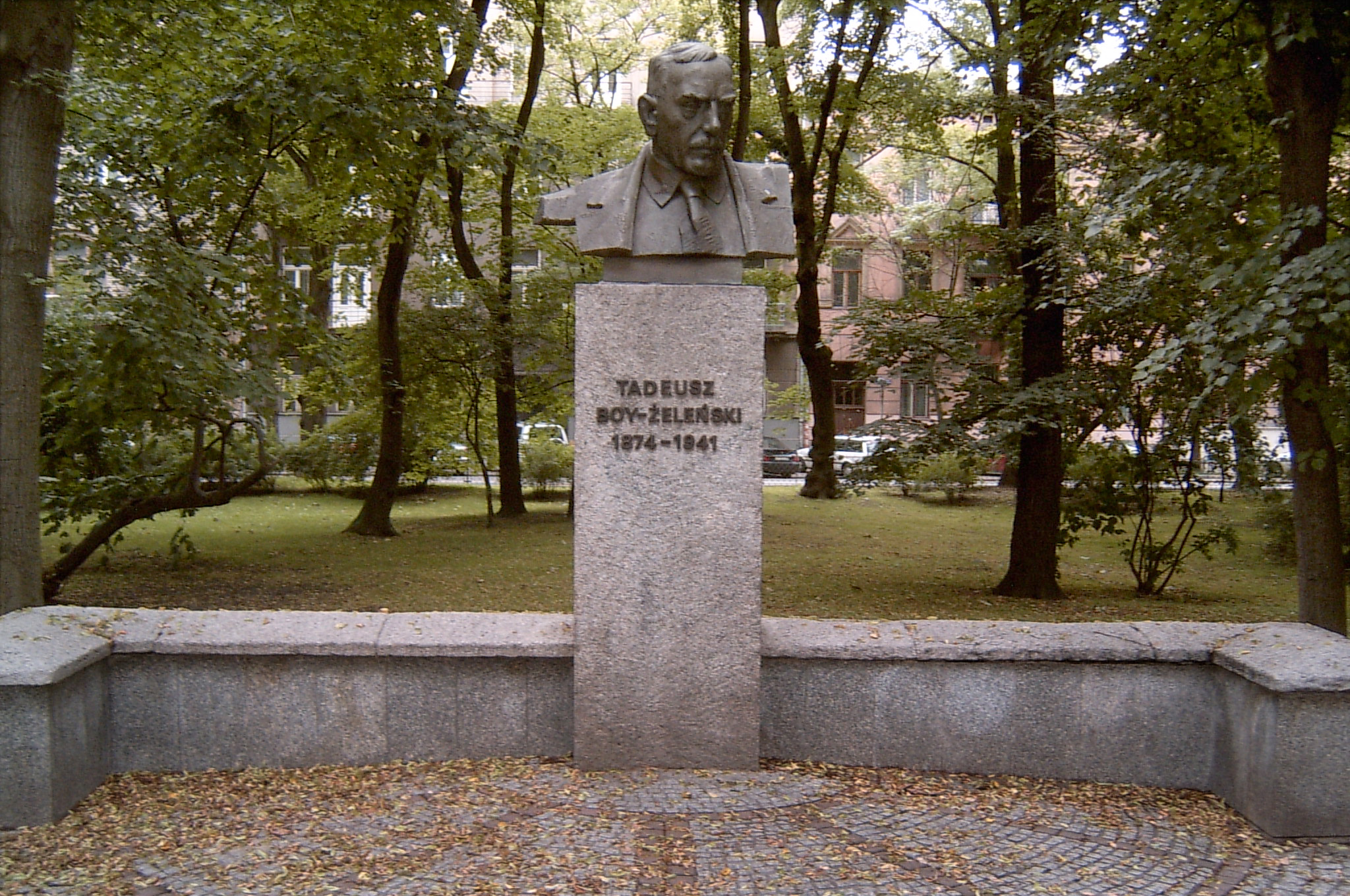
Gedenkstein an Żeleński in Krakau

Tadeusz Kamil Marcjan Żeleński, genannt Boy, (anhörenⓘ) (* 21. Dezember 1874 in Warschau; † 4. Juli 1941 in Lemberg) war ein polnischer Dichter, Übersetzer französischer Literatur und Literatur- bzw. Theaterkritiker.

## Leben
Boy war der Sohn des Komponisten Władysław Żeleński und studierte in Krakau von 1892 bis 1900 Medizin. 1901 begann er als Arzt zu praktizieren und gleichzeitig entstanden erste literarische Arbeiten. 1906 gründete er das Kabarett Zielony Balonik im Lokal der Michalik-Höhle und konzentrierte sich fortan voll und ganz auf die Erarbeitung satirischer Texte für das Kabarett. Während des Ersten Weltkriegs diente er als Arzt in der österreichischen Armee. Nach dem Krieg zog er im nun unabhängigen Polen 1922 nach Warschau und setzte seine literarische Arbeit fort. Mit Ausbruch des Zweiten Weltkriegs 1939 flüchtete er in die polnischen Ostgebiete nach Lemberg. Nach dem deutsch-sowjetischen Nichtangriffspakt wurde Lemberg von der Roten Armee besetzt und die sowjetischen Kommissare setzten Boy als Professor für französische Literatur an der Lemberger Universität ein. Unmittelbar nach dem deutschen Überfall auf die Sowjetunion 1941 wurde er in der Nacht vom 3. auf den 4. Juli 1941 vom Bataillon Nachtigall inhaftiert und noch in der gleichen Nacht mit anderen Lemberger Professoren ermordet (s. Massenmorde in Lemberg im Sommer 1941).
Neben Satiren, Gedichten und Liedtexten besteht das Werk von Boy vor allem aus kongenialen Übersetzungen französischer Literatur ins Polnische. Seine Übersetzungen werden bis heute verlegt, die Übersetzungen der Theaterstücke bis heute in den polnischen Theatern aufgeführt und gehören zum Kanon der Schullektüre. Aus den Kabaretttexten entstand ein Sammelband Słówka („Wörtchen“) – eine nach 100 Jahren noch aktuelle Zitatenquelle.
Einen wichtigen Teil seiner Tätigkeit stellten die Feuilletons im Wochenblatt Wiadomości Literackie („Literarische Nachrichten“) dar. Dort zeigte sich Boy als kompromissloser Kämpfer für die Modernisierung polnischer Gesellschaft. Ein Teil seiner Feuilletons erschien später in Form von Broschüren: Dziewice Konsystorskie („Die Konsistorialrats-Jungfrauen“) (1929), Piekło kobiet („Die Hölle der Frauen“) (1930), Jak skończyć z piekłem kobiet („Wie kann man der Hölle der Frauen ein Ende machen“) (1932), Nasi okupanci („Unsere Besetzungsmächte“) (1932). Die drei ersten wurden der Lage der Frauen im klerikalen Staat gewidmet, dem Fehlen von legalen Scheidungen und den verlogenen kirchlichen Behörden, die gegen Entgelt das Nichtvorhandensein einer ungelungenen Ehe bescheinigten, sowie der Ablehnung der sexuellen Aufklärung und der Schwangerschaftsverhütung. Die vierte Broschüre handelte über den übermäßigen Einfluss der kirchlichen Behörden auf den polnischen Staat, über die Habgier der Kirche und über die Folgen des Zölibats der Priester. Boy-Żeleński wurde von den Bischöfen in den Hirtenbriefen als Feind der Kirche, als „Bote des Satans“ angeprangert.
Nach ihm ist der Boy Point benannt, eine Landspitze in der Antarktis, sowie die rue Boy-Zelenski im 10. Arrondissement in Paris.

## Übersetzungen aus dem Französischen (eine Auswahl)
Boy übersetzte Werke folgender Autoren aus dem Französischen ins Polnische:
- François Villon
- Molière
- Pierre Carlet de Marivaux
- Jean Racine
- Pierre Corneille
- Voltaire
- Blaise Pascal
- Montesquieu
- Denis Diderot
- Michel de Montaigne
- Jean-Jacques Rousseau
- Honoré de Balzac
- Stendhal
- Choderlos de Laclos
- Marcel Proust